# Петра
Пе́тра (араб. البتراء, аль-Батра́; дав.-гр. Πέτρα — скеля) — стародавнє місто та найпопулярніша історична пам'ятка Йорданії. В минулому столиця Ідумеї та Набатейського царства, пізніше — важливе місто Римської імперії. 1985 року Петра була внесена до переліку Світової спадщини ЮНЕСКО, а в 2007 році була обрана одним з Семи нових чудес світу.

## Розташування
Місто розташоване на території сучасної Йорданії, на висоті понад 900 метрів над рівнем моря і 660 метрів над навколишньою місцевістю, долиною Арави, у вузькому каньйоні Сік. Прохід в долину — через ущелини, розташовані на півночі і на півдні, тоді як зі сходу і заходу скелі прямовисно обриваються, утворюючи природні стіни до 60 метрів у висоту.

## Історія

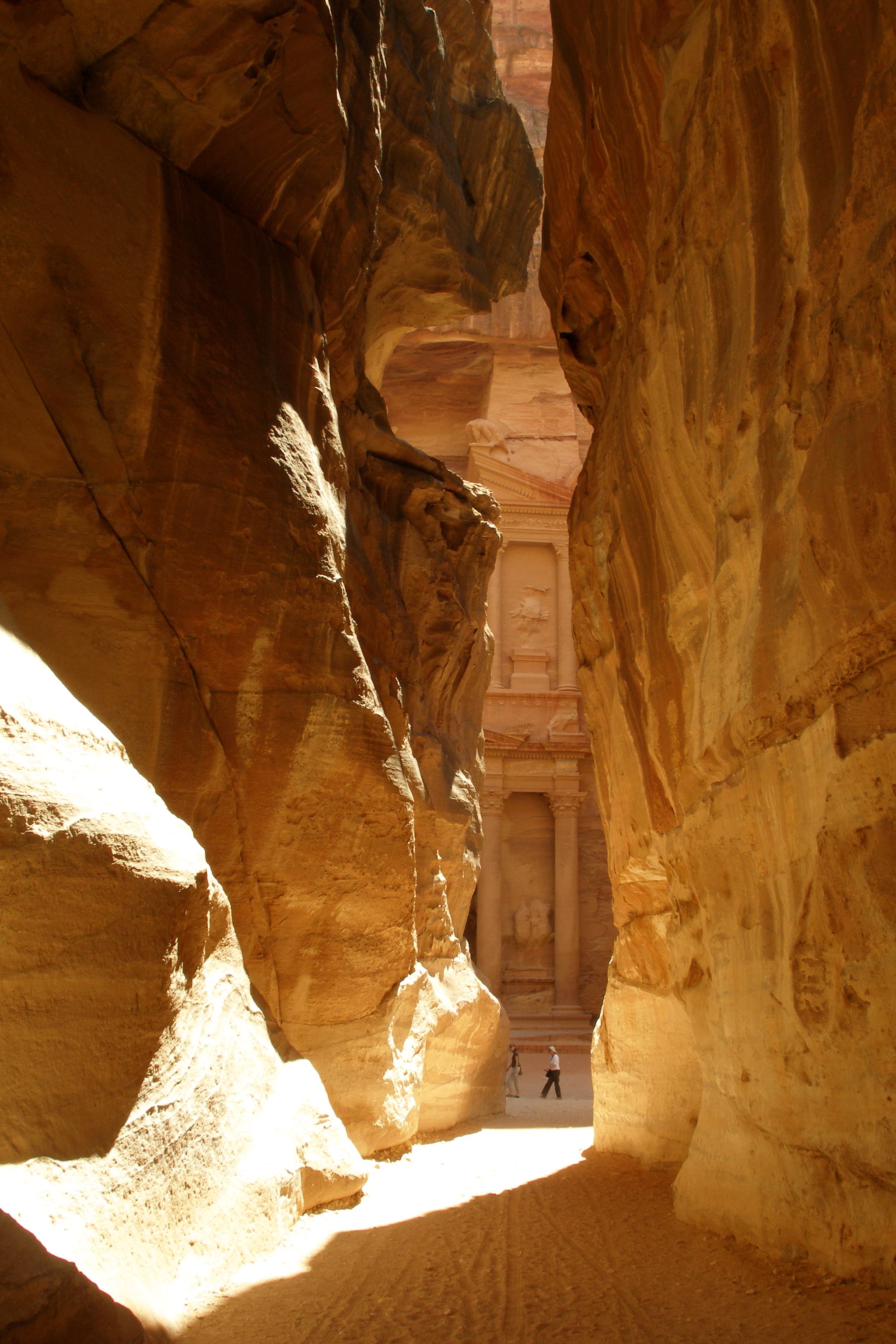
Кінець Сіку

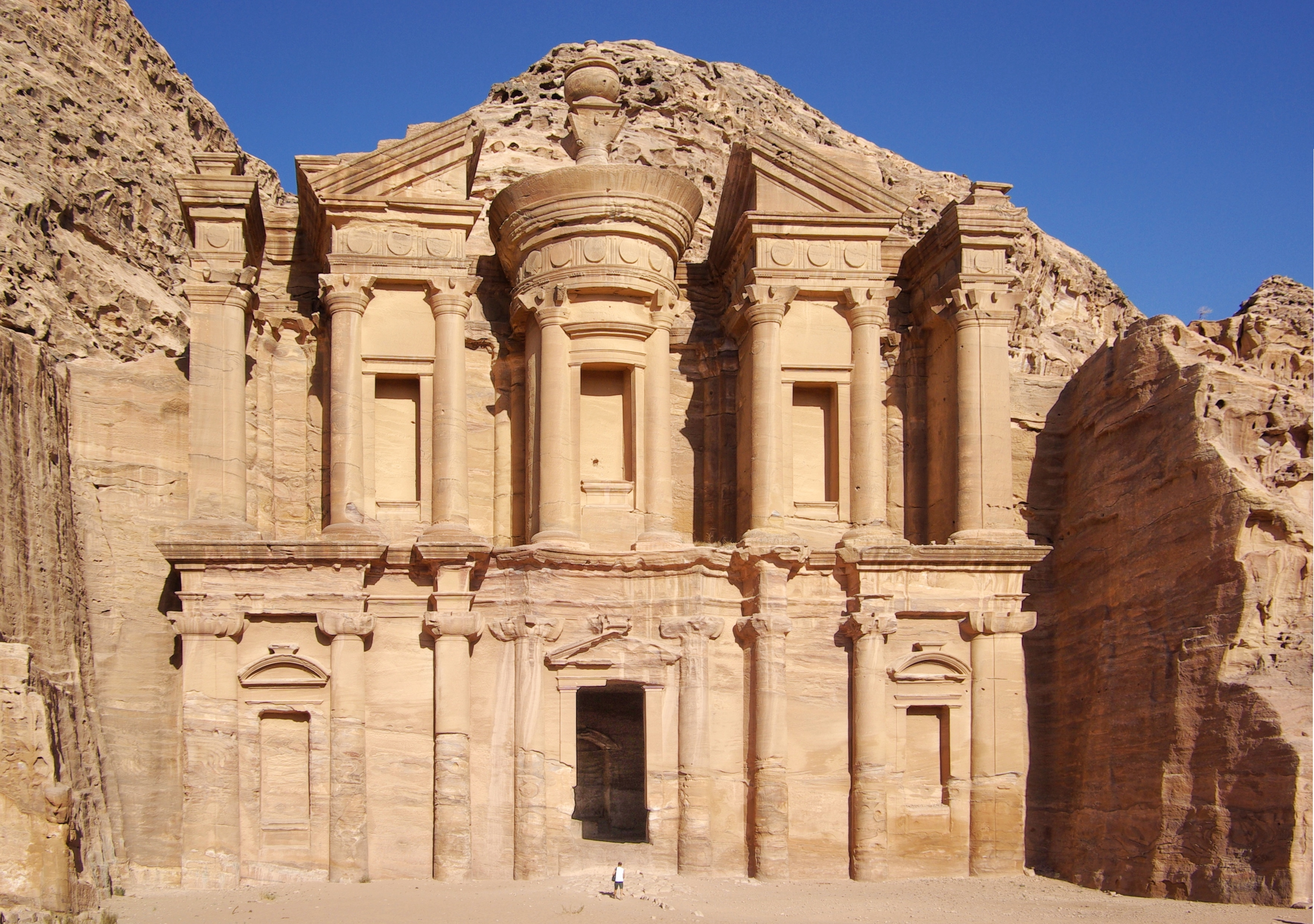
Монастир Ад-Дейр у Петрі

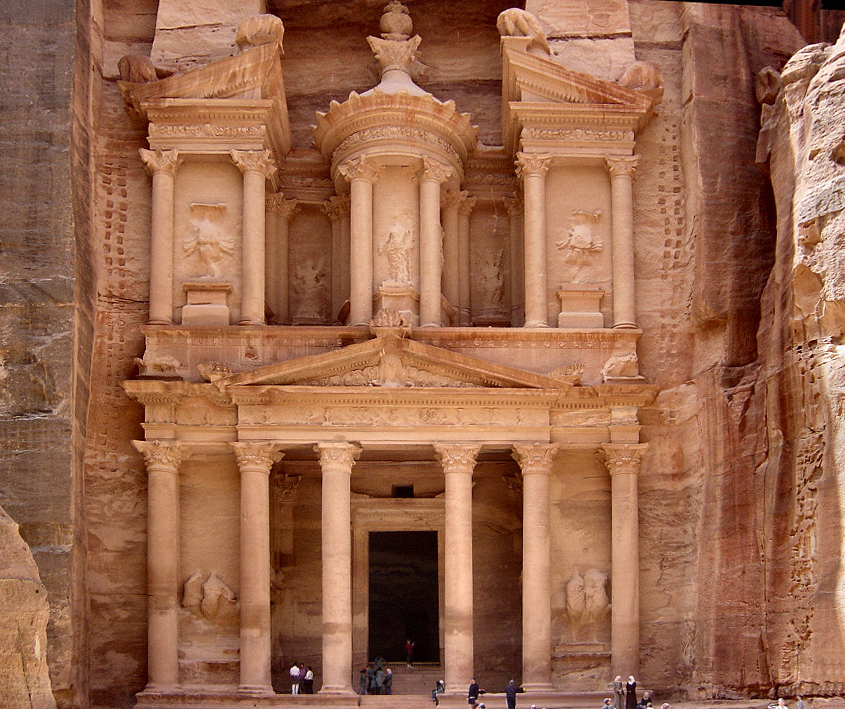
Храм Ель-Хазне

Петра розташовувалася на перехресті двох найважливіших торгових шляхів: один сполучав Червоне море з Дамаском, інший — Перську затоку з Азою на узбережжі Середземного моря. Караванам, що вирушали від Перської затоки, переповнені дорогоцінними прянощами, тижнями доводилося мужньо переносити суворі умови Аравійської пустелі, поки вони не досягали прохолоди вузького каньйону Сік, що вів до довгоочікуваної Петри. Там мандрівники знаходили їжу, дах і прохолодну цілющу воду. За словами римського історика Плінія туристичний бізнес жителів Петри був дуже прибутковим, тому що окрім плати за житло і за корм для верблюдів, були потрібні подарунки для охоронців, сторожів, служителів храму і слуг царя. Але прянощі і пахощі, що продаються в багатих європейських містах, приносили нечуваний прибуток, тому купці не шкодували коштів на такі витрати. Сотні років торгівля приносила Петрі велике багатство. Але коли римляни відкрили морські шляхи на схід, сухопутна торгівля прянощами зійшла нанівець і Петра поступово спорожніла, загубившись в пісках. Багато споруд Петри споруджувалися в різні епохи і при різних господарях міста, в числі яких були ідумеї (18–2 ст. до н. е.), набатеї (2 ст. до н. е. — 106 р. до н. е.), римляни (106–395 рр. н. е.), візантійці і араби. У 12 столітті н. е. ним володіли хрестоносці. Поряд з античним театром тут можна побачити будівлю епохи ідумеїв або набатеїв. Проте, пам'ятників, споруджених після 6 століття н. е. практично немає, бо в ту епоху місто вже втратило своє значення.

## Сучасний стан
В наші дні близько півмільйона туристів приїжджає до Йорданії щороку, щоб подивитися на Петру, будови якої свідчать про її славне минуле. Коли туристи проходять прохолодним каньйоном Сік завдовжки півтора кілометри, за поворотом їм відкривається храм Ель-Хазме, що з арабської перекладається, як «скарбниця» — велична будівля з фасадом, висіченим з величезної скелі. Це одна із споруд першого століття, що найкраще збереглися. Будівлю вінчає величезна урна з каменя, в якій нібито зберігалося золото і коштовні камені, — звідси й походить назва. Каньйон поступово розширюється, і туристи потрапляють в природний амфітеатр, в пісковикових стінах якого безліч печер. Але головне, що впадає в очі, — це видовбані в скелях склепи, в які неодмінно бажають потрапити туристи. Колонада і амфітеатр свідчать про присутність римлян в місті в першому і другому століттях. Сучасні бедуїни, нащадки набатеїв, пропонують стомленим туристам проїхатися на верблюді, продають сувеніри і поять свої стада кіз з міських джерел, води яких угамовують спрагу людей і тварин. Старими мощеними дорогами Петри досі ходять суто верблюди, коні і осли.

## Вода в пустелі
Щорічно рівень дощових опадів в Петрі складає лише близько 15 сантиметрів. Щоб добути воду, місцеві жителі вирубували канали і водоймища прямо в скелях. З часом майже кожна крапля дощу в Петрі і її околицях збиралася та зберігалася. Завдяки воді, яку жителі Петри уміло зберігали, вони могли вирощувати урожаї і розводити верблюдів. До того ж вони змогли побудувати місто — центр торгівлі. Досі вздовж всього каньйону Сік по звивистих кам’яних каналах тече вода.

## Будівництво
Навчившись майстерно збирати воду, жителі Петри також оволоділи мистецтвом роботи з каменем. Сама назва «Петра», що означає «скеля», пов'язана з каменем. І Петра, дійсно, була містом з каменя, подібного до неї в Римській імперії не було. Набатеї, які побудували місто, з терпінням висікали будинки, склепи і храми з кам'яних брил. Петра затишно розташувалася серед червоних пісковиків, які відмінно підходять для будівництва, і до першого століття нашої ери в серці пустелі виросло монументальне місто.

### Цистерни джинів
Привертають увагу в Петра і так звані Цистерни Джинів, або Djinn Blocs, величезні кам'яні куби у самого входу в ущелину Сік. Всього таких монументальних блоків у Петра і навколо неї знайдено 26. Вони вважаються найдавнішими із споруд Петри і втіленням набатейського бога Душара.

## Галерея

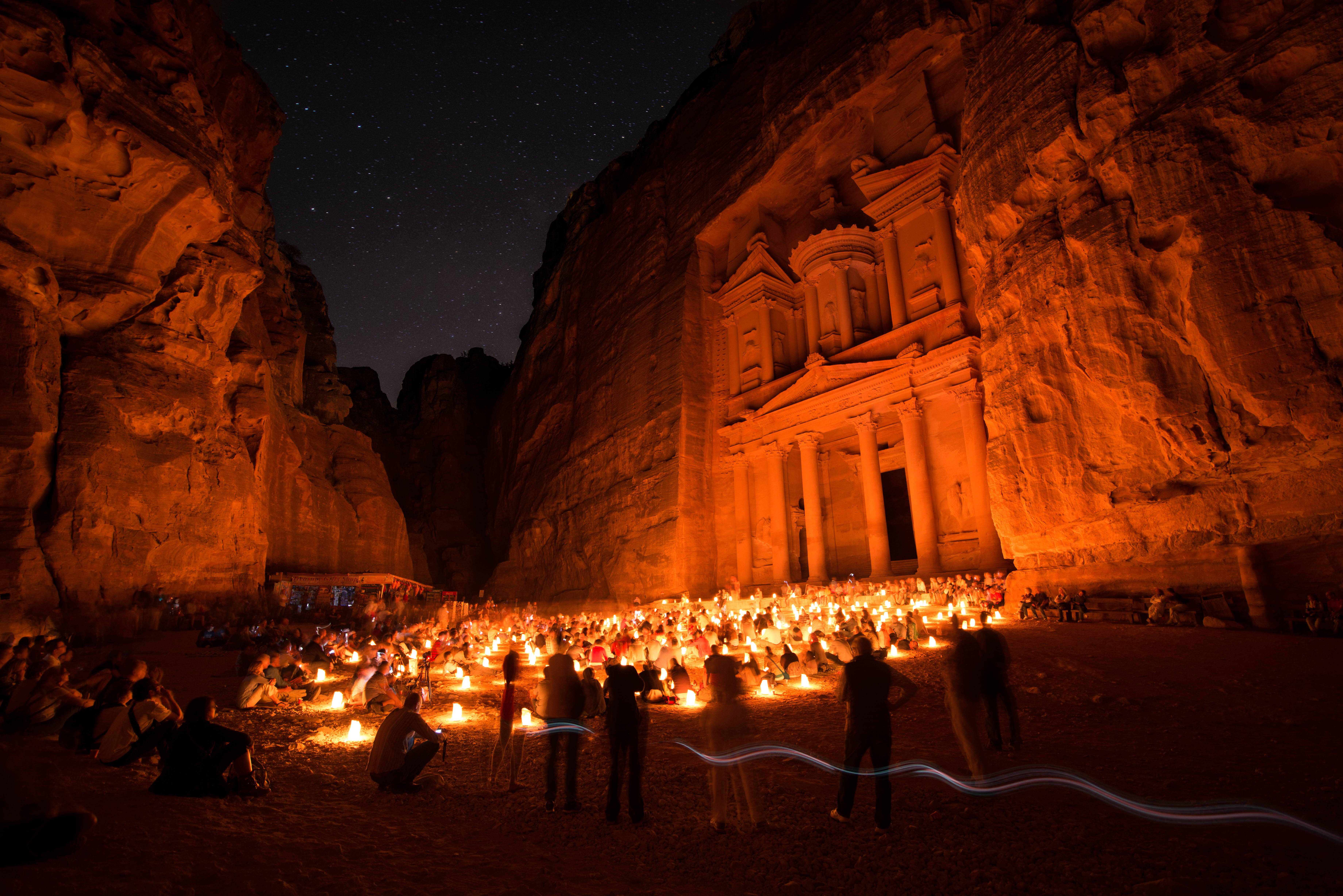
Петра вночі
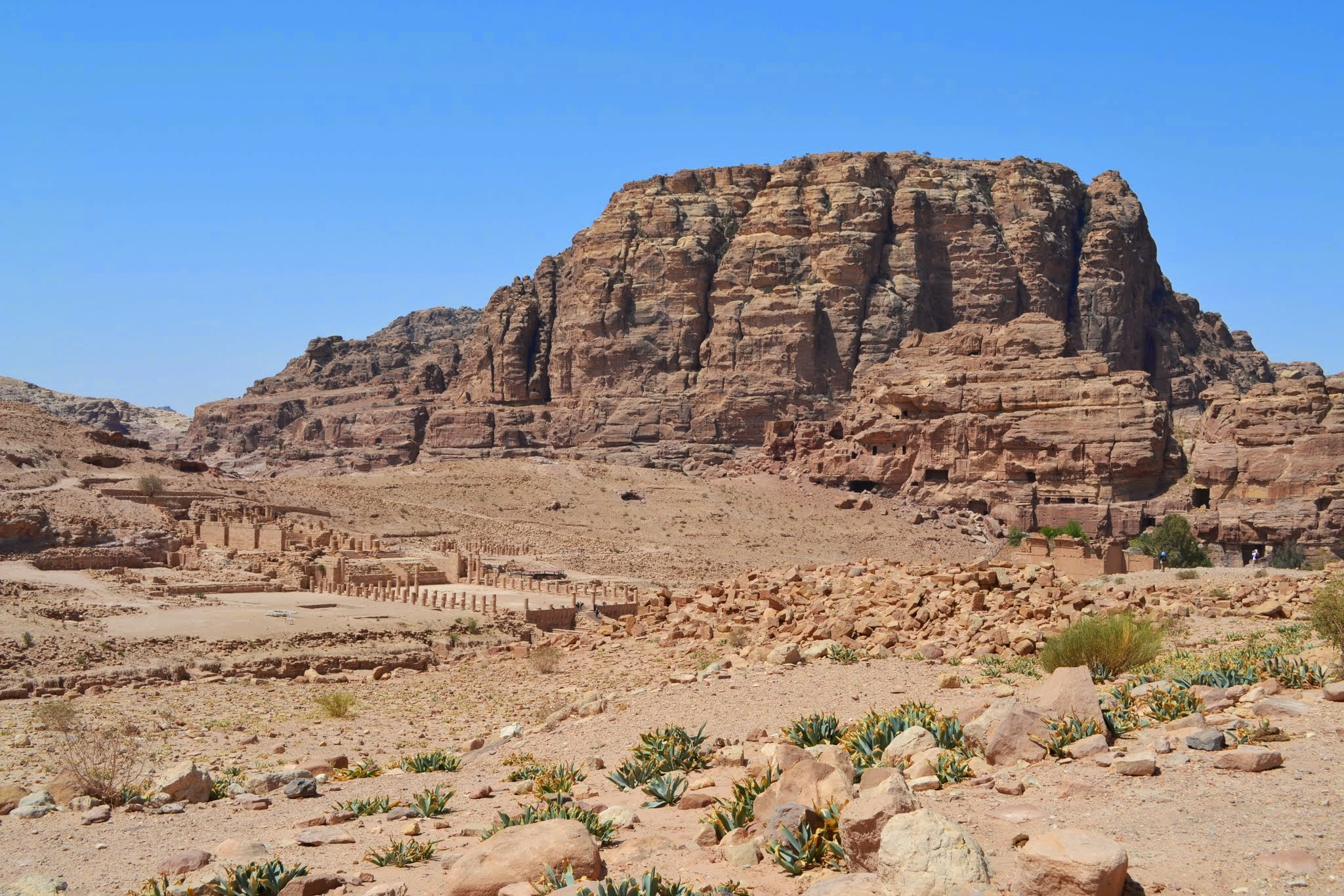
Стежка до монастиря
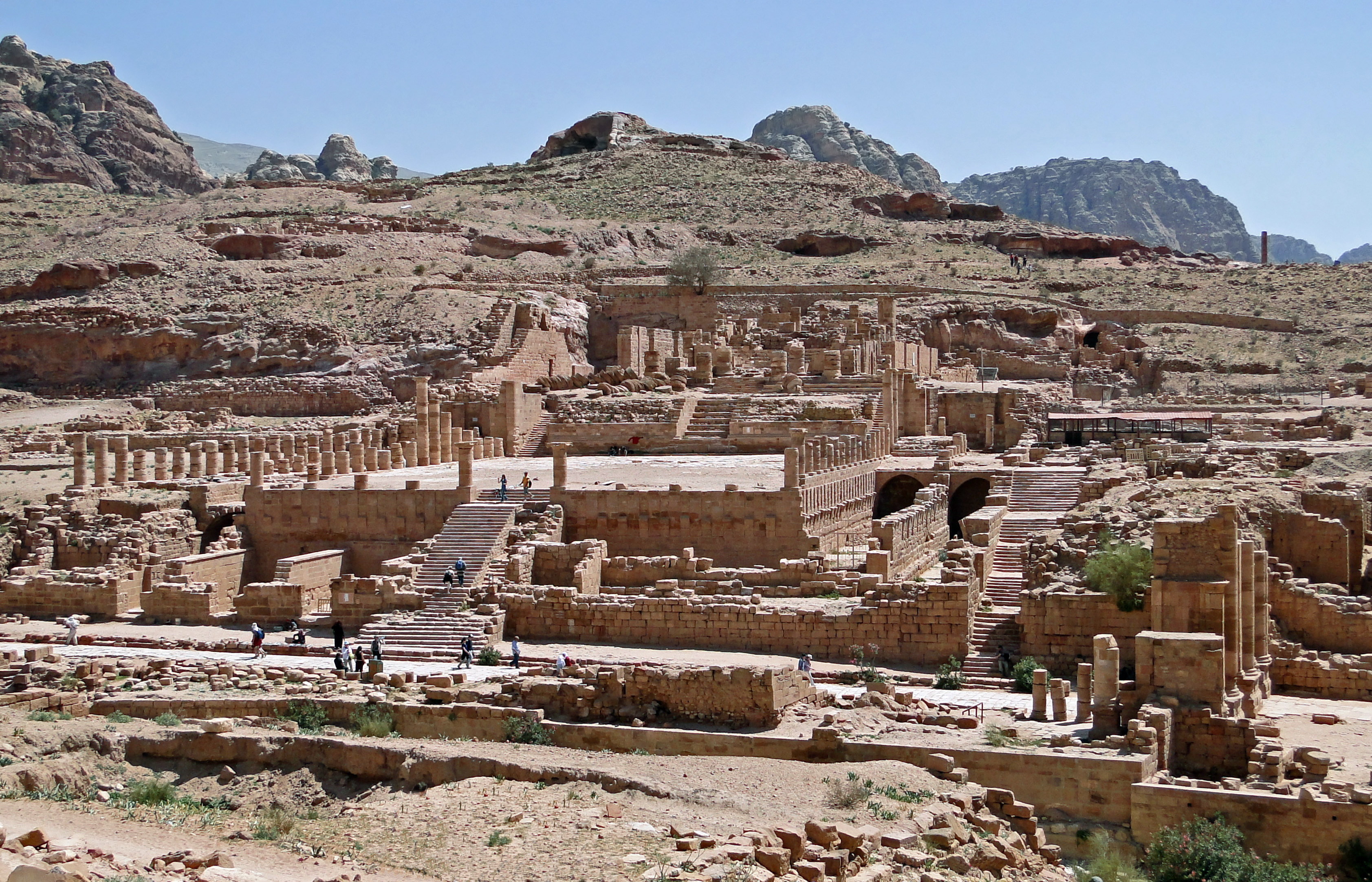
Великий храм Петри
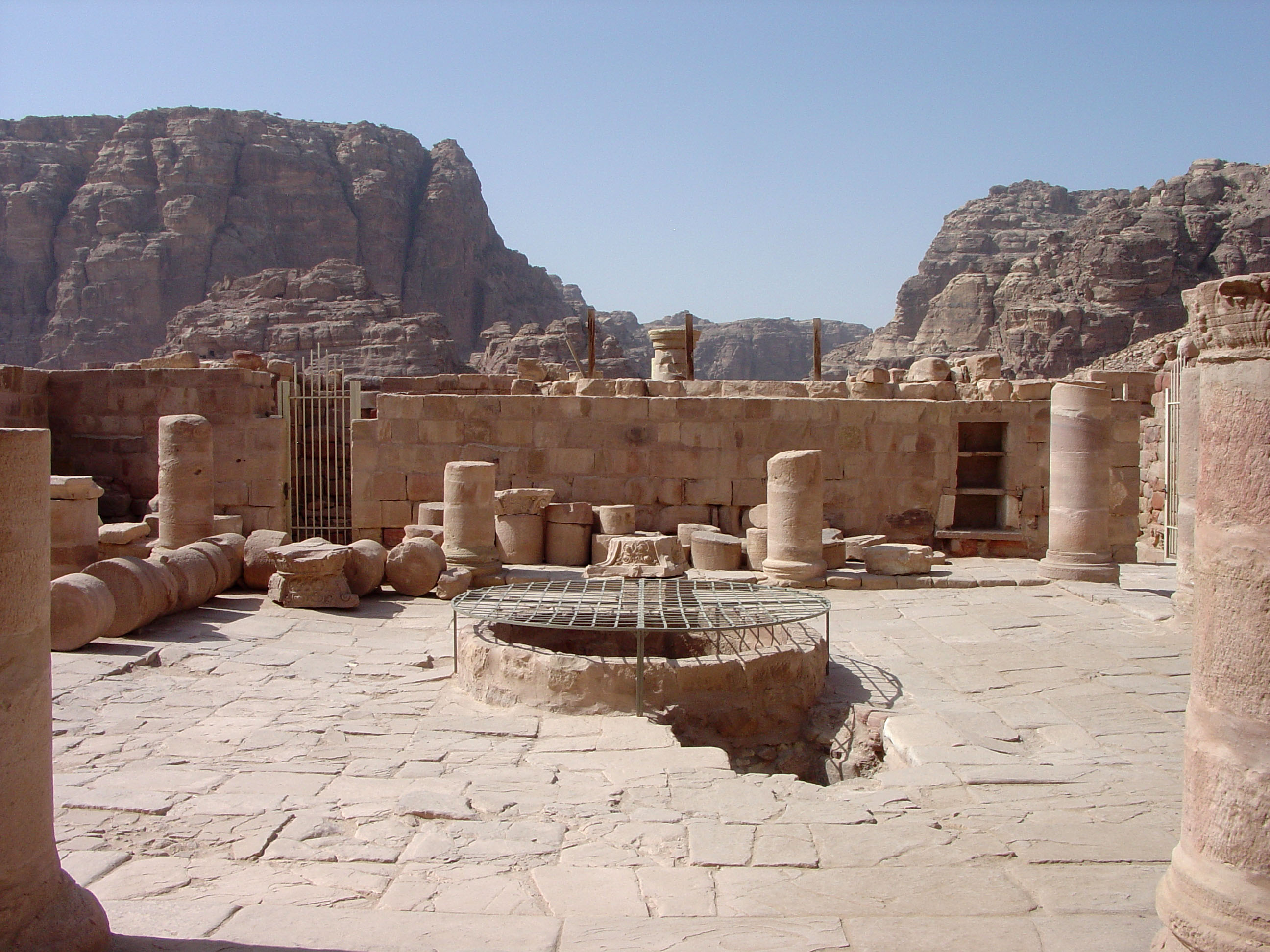
Візантійська церква
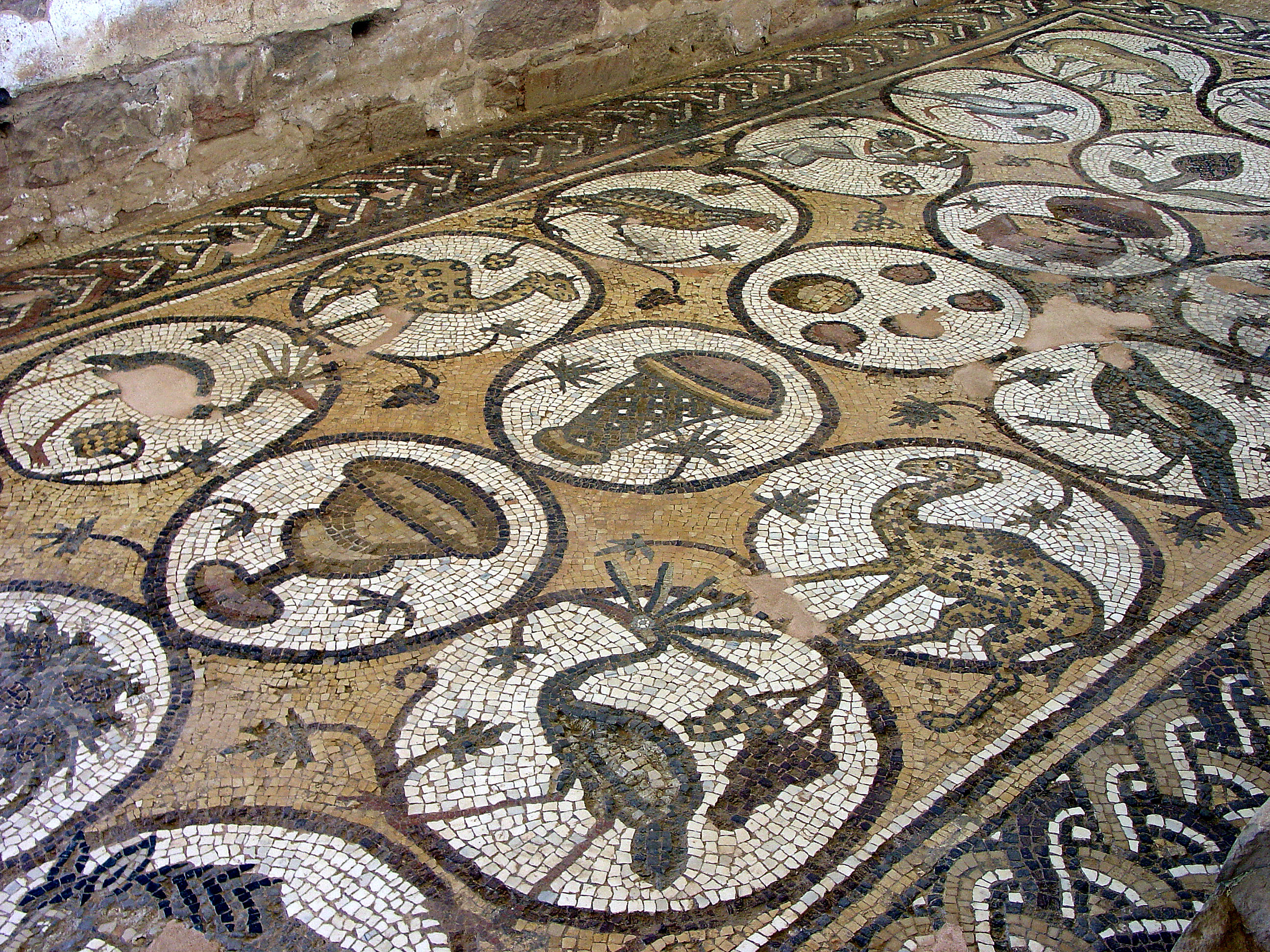
Мозаїка візантійської церкви
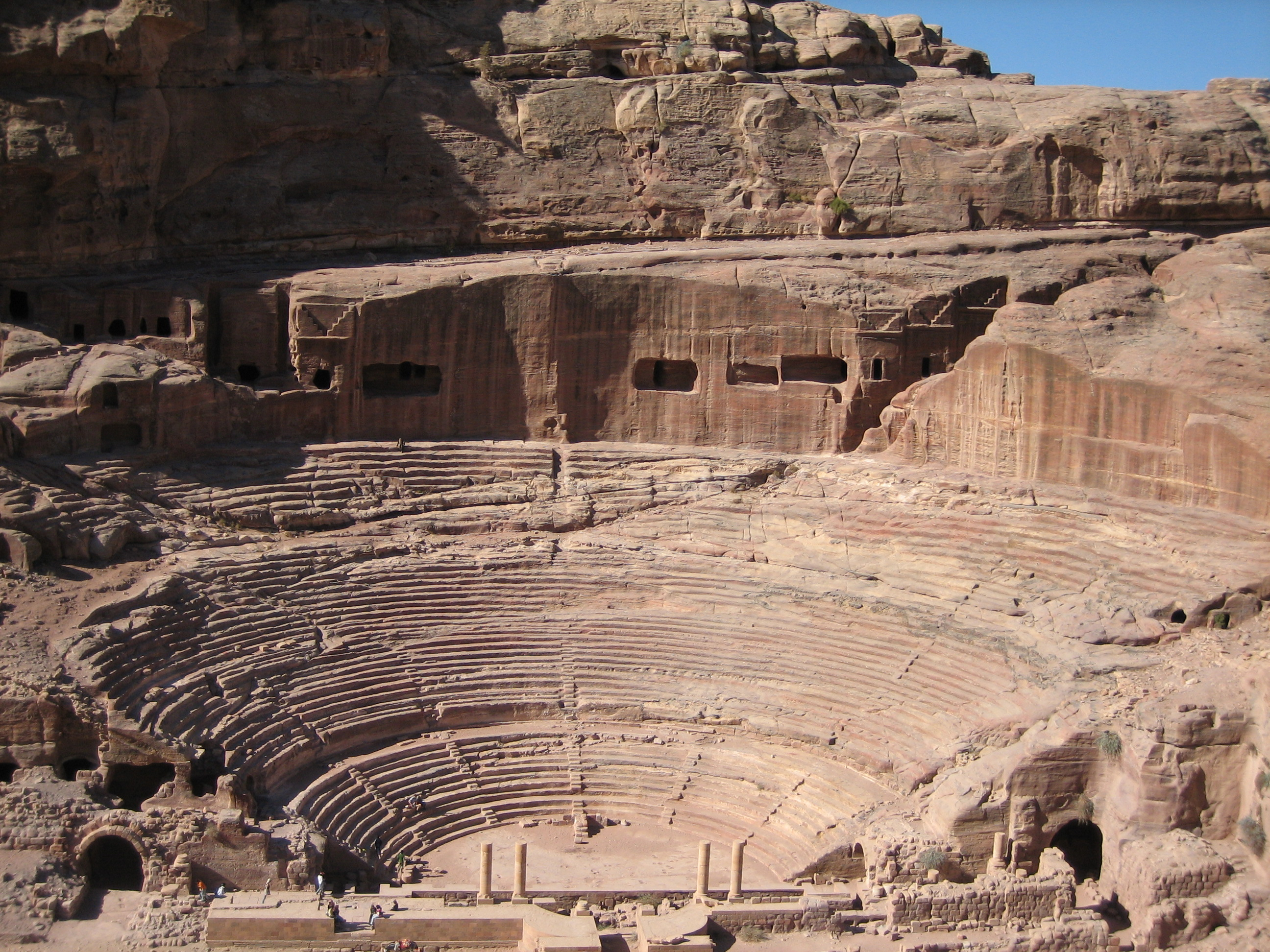
Театр
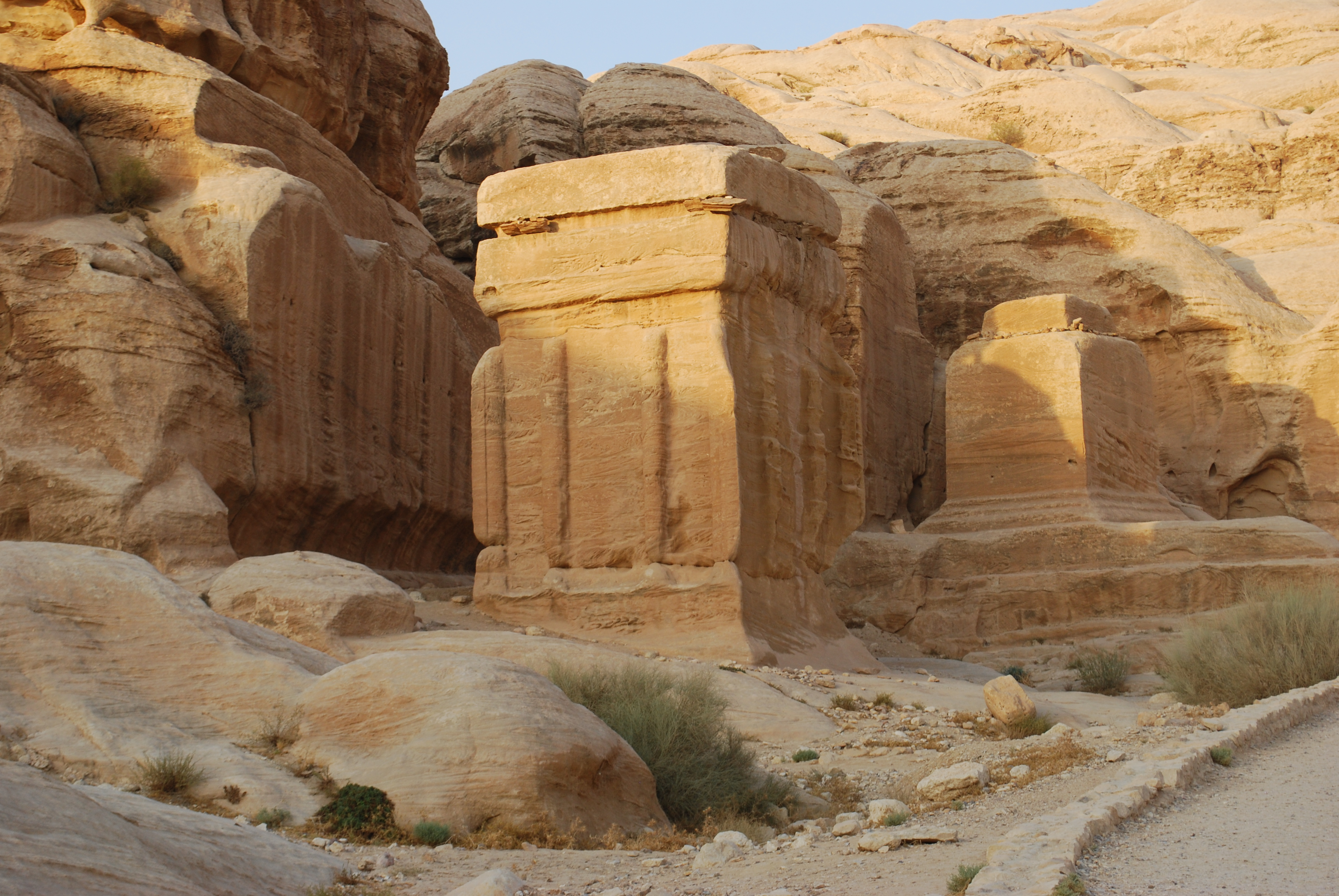
«Цистерни джинів»
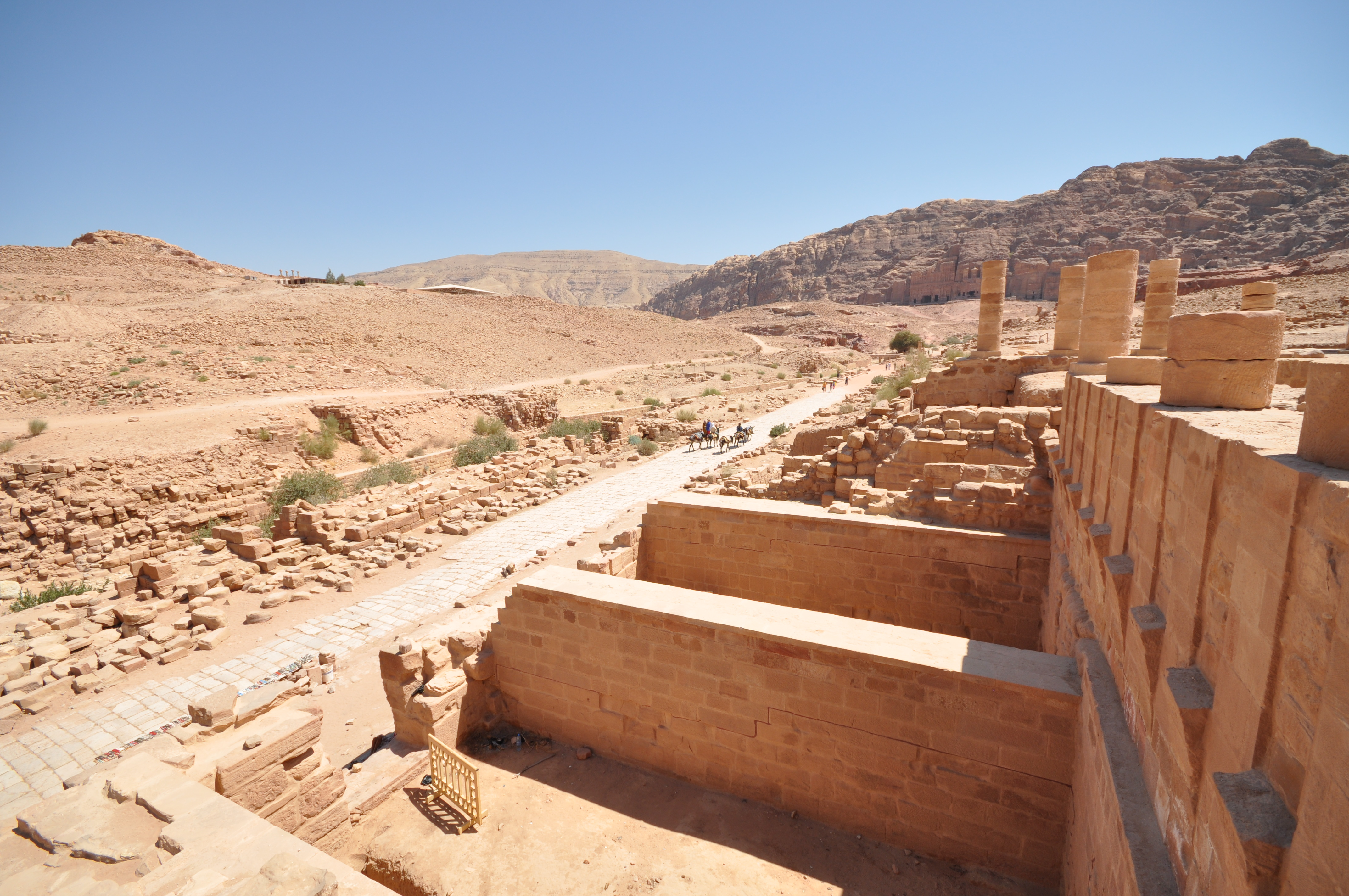
Комплекс басейнів і садів Петри
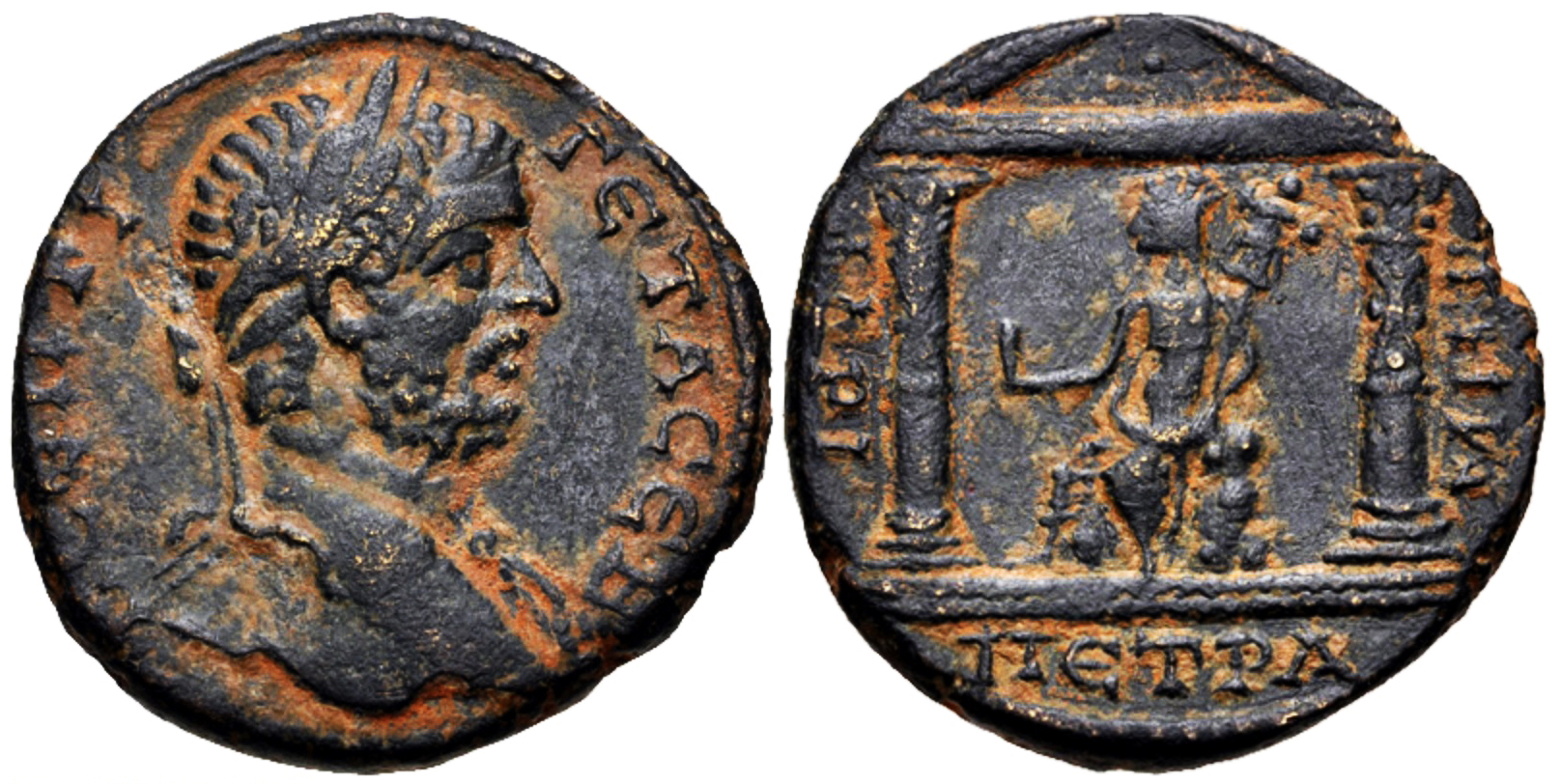
Римська бронзова монета імператора Гети із зображенням храму Петри зі статуєю Тихе